# Delmo da Silva
Delmo da Silva, född 9 juni 1954, död 24 februari 2010, var en friidrottare från Brasilien. Han deltog vid olympiska sommarspelen 1976.